# Ján Jarábek
Ján Jarábek (3. května 1907 – 19. května 1980) byl slovenský a československý politik Komunistické strany Slovenska a poúnorový poslanec Národního shromáždění ČSR.

## Biografie
Ve volbách roku 1954 byl zvolen do Národního shromáždění za KSS ve volebním obvodu Rožňava. V parlamentu zasedal do konce jeho funkčního období, tedy do voleb v roce 1960.
K roku 1954 se profesně uvádí jako horník v železnorudných dolech. Bylo mu uděleno vyznamenání Za zásluhy o výstavbu a odznak Nejlepší pracovník v oboru hutního průmyslu a rudných dolů. V letech 1962–1966 se uvádí jako člen Ústředního výboru Komunistické strany Slovenska.